# Tòa thị chính Oslo
Tòa thị chính Oslo (tiếng Na Uy: Oslo rådhus) là nơi làm việc của hội đồng thành phố, chính quyền thành phố, và các hãng phim nghệ thuật và phòng trưng bày. Việc xây dựng bắt đầu vào năm 1931, nhưng đã bị tạm dừng bởi sự bùng nổ của thế chiến II, trước khi khánh thánh chính thức vào năm 1950. Kiến trúc đặc trưng, các tác phẩm nghệ thuật trưng bày ở đây là địa điểm trao Giải Nobel Hòa bình, tổ chức vào ngày 10 tháng 12, làm cho nó một trong những tòa nhà nổi tiếng nhất của Oslo. Nó được thiết kế bởi Arnstein Arneberg và Magnus Poulsson. Những mái nhà của tòa tháp phía đông có một dàn chuông 49 chiếc gióng chuông mỗi tiếng đồng hồ. Nó nằm ở Pipervika trong trung tâm trung tâm thành phố Oslo. Khu vực này được hoàn toàn cải tạo và xây dựng lại để nhường chỗ cho hội trường thành phố mới, trở lại trong cuối những năm 1920. Tháng 6 năm 2005, nó được đặt tên là "Cấu trúc của thế kỷ" của Oslo, với 30,4% số phiếu bầu.